# 中央军事委员会训练管理部
中国共产党中央军事委员会训练管理部，与中华人民共和国中央军事委员会训练管理部一个机构两块牌子，通称中央军事委员会训练管理部，简称中央军委训练管理部，是中央军事委员会机关第一级职能部门，副战区级大单位，负责全军事训练管理工作，位于北京市。

## 沿革
1950年4月，萧克受命组建军委军训部。1950年9月中央人民政府人民革命军事委员会军训部成立。翻译苏军的条令、条例，参考各国军事资料，制定了解放军三大条令初稿，1951年初试点。
1950年9月20日，中央人民政府人民革命军事委员会军训部下设中央人民政府人民革命军事委员会军训部军校管理局。1952年12月29日，军校管理局扩编成为中央人民政府人民革命军事委员会军事学校管理部。1955年4月21日，军委军校部划归到中国人民解放军训练总监部建制，称中国人民解放军训练总监部军亊学院和学校部。1958年12月11日，中国人民解放军训练总监部撤销，所属军亊学院和学校部划归中国人民解放军总参谋部建制，称中国人民解放军总参谋部军校部。
1950年1月，中央人民政府人民革命军事委员会作战部四局改为中央人民政府人民革命军事委员会军训部军事出版局。1952年7月，划归中央人民政府人民革命军事委员会总参谋部建制，称中央人民政府人民革命军事委员会军事出版局。1955年4月21日，军委军事出版局改为中国人民解放军训练总监部军事出版部。
1955年4月，中央人民政府人民革命军事委员会军训部改制为中国人民解放军训练总监部。1958年12月11日，中国人民解放军训练总监部撤销，军事出版部划归中国人民解放军总参谋部建制，称中国人民解放军总参谋部军事出版部。1963年1月18日，军事出版部改为局，称中国人民解放军总参谋部出版局，隶属中国人民解放军总参谋部军训部。1965年7月，总政治部报请中共中央、中央军委批准，以总参谋部出版局为基础，筹建中国人民解放军战士出版社，纳入总政治部建制。
1966年12月，总参谋部出版局、总政治部《星火燎原》编辑部、解放军文艺社丛书编辑组合并而成的中国人民解放军战士出版社正式成立。1983年12月，经中央军委批准，更名为中国人民解放军出版社。1992年9月，经中央军委批准，中国人民解放军出版社与解放军文艺出版社合并成中国人民解放军出版社。1994年2月恢复两出版社建制。2003年10月，二者再次合并成中国人民解放军出版社。
1959年1月，以中国人民解放军训练总监部陆军训练部为基础成立中国人民解放军总参谋部军训部。1963年1月18日，总参谋部军训部、军校部、军事出版部、作战部战役训练处合并成立新的中国人民解放军总参谋部军训部。2003年12月撤销，并入新组建的中国人民解放军总参谋部军训和兵种部。
1992年9月，成立中国人民解放军总参谋部兵种部。2003年12月撤销，并入新组建的中国人民解放军总参谋部军训和兵种部。
2011年，经中央军委主席胡锦涛和中央军委批准，中国人民解放军总参谋部军训和兵种部改编成立中国人民解放军总参谋部军训部。2011年12月21日，中国人民解放军总参谋部军训部在北京举行成立大会。此次由总参谋部军训和兵种部改为总参谋部军训部后，基本职能发生四个变化：“进一步强化军事训练战略管理、加强联合训练宏观管理、强化军兵种训练统筹指导、整合陆军训练和兵种建设指导。”军训部下设机构有：院校教学局等。
2015年11月，在深化国防和军队改革中，总参谋部军训部撤销，改组升格为中央军委训练管理部。

## 机构设置
2015年改革后，中央军委训练管理部设置下列机构：

### 内设机构
- 办公厅
- 政治工作局
- 训练局
- 院校局
- 职业教育局
- 训练监察局
- 部队管理局
- 军事教育局

### 直属单位
- 中央军委训练管理部军事体育训练中心

## 历任领导
中央人民政府人民革命军事委员会军训部部长
1. 萧　克（1950年6月－1954年）（军委军训部部长）

中国人民解放军训练总监部部长
1. 刘伯承 元帅（1955年4月－1957年11月）
叶剑英 元帅（代理，1955年4月－1957年11月）
2. 萧　克 上将（1957年11月－1958年12）

中国人民解放军总参谋部军校部部长
1. 萧　克（1950年9月20日－1952年12月29日）（中央人民政府人民革命军事委员会军训部军校管理局局长）（军委军训部部长兼）
2. 张宗逊（1953年1月－1955年3月）（中央军委军事学校管理部部长）（副总参谋长兼）
张宗逊 上将（1955年5月－1957年10月）（解放军训练总监部军事学院和学校管理部部长）（副总参谋长、训练总监部副部长兼）
3. 郭天民 上将（1958年5月－1958年12月）（解放军训练总监部军事学院和学校管理部部长）（训练总监部副部长兼）
郭天民 上将（1959年1月－1961年6月）（总参谋部军校部部长）

中国人民解放军总参谋部出版局局长
1. 童陆生（1948年6月－1949年12月）（军委作战部四局局长）
童陆生（1950年1月－1952年7月）（军委军训部军事出版局局长）
童陆生（1952年7月－1955年3月）（军委军事出版局局长）
2. 郭天民 上将（1955年5月－1957年8月）（训练总监部军事出版部部长）（训练总监部副部长兼）
3. 孙　毅 中将（1957年8月－1958年12月）（训练总监部军事出版部部长）
孙　毅 中将（1958年12月－1962年12月）（总参谋部出版部部长）
4. 钟　英 大校（1963年1月－1966年3月）（总参谋部出版局局长）[6]

| 中国人民解放军总参谋部兵种部部长 1. 陈本梃 少将（1992年11月—1995年8月） 2. 肖贞堂 少将（1995年8月—1998年7月） 3. 战永盛 少将（1998年8月—2003年12月） | 中国人民解放军总参谋部兵种部政治委员 1. 成守亮 少将（1992年9月—1995年12月） 2. 丁玉才 少将（1995年12月—1998年10月） 3. 田永清 少将（1998年10月—2000年12月） 4. 刘学云 少将（2000年12月—2003年12月） |

| 中国人民解放军总参谋部军训部部长 1. 李作鹏 中将（1959年1月－1962年6月） 2. 张宗逊 上将（1963年1月－1969年12月）（副总参谋长兼） 3. 曹 诚（1969年12月－1972年9月） 4. 金 冶（1972年9月－1980年5月） 5. 韩怀智（1980年5月－1982年8月）（总参谋长助理兼） 6. 石 侠（1982年8月－1985年8月） 7. 胡长发 少将（1985年8月－1993年12月） 8. 曲方恒 少将（1993年12月－1999年9月） 9. 战永盛 少将（1999年9月－2000年12月） 10. 冷承槐 少将（2000年12月－2003年12月） 11. 张宝书 少将（2003年12月－2007年9月，总参谋部军训和兵种部部长） 12. 陈照海 少将（2008年－2011年12月，总参谋部军训和兵种部部长） 陈照海 少将（2011年12月－2012年12月，总参谋部军训部部长） 13. 郑 和 少将（2013年－2015年11月） | 中国人民解放军总参谋部军训部政治委员 1. 刘学云 少将（2003年12月－2008年10月，总参谋部军训和兵种部政治委员） 2. 贺江波 少将（2008年10月－2011年12月，总参谋部军训和兵种部政治委员；2011年12月—2014年，总参谋部军训部政治委员） 3. 杨传松 少将（2013年12月－2015年） 4. 程 坚 少将（2015年－2015年11月） |

| 中央军委训练管理部部长 1. 郑 和 中将（2015年11月—2017年1月） 2. 黎火辉 中将（2017年1月—2021年12月） 3. 王鹏 中将（2021年12月—） | 中央军委训练管理部政治委员 1. 张升民 少将（2015年11月－2016年7月） 2. 马哲文 空军中将（2020年9月—2023年） 中央军委训练管理部副部长 - 方北群 少将（2016年－） - 杨剑 少将（2016年－2021年） - 畢毅（ 2021年－2023年7月） - 刘镝少将（2023年7月－） 中央军委纪律检查委员会驻军委训练管理部纪检组组长 |